# Линдси, Морт
Морт Ли́ндси (англ. Mort Lindsey 21 марта 1923 — 4 мая 2012, Малибу, Калифорния, США) — американский мастер оркестровки, композитор, дирижёр и пианист.
Широкую известность получил, сотрудничая в качестве музыкального директора с популярными американскими исполнителями середины XX века: Барброй Стрейзанд, Джуди Гарленд, Мервом Гриффином, Пэтом Буном, а также как композитор музыкальных тем и песен ко многим голливудским картинам, среди которых можно отметить:
- «Я могла бы продолжать петь» (англ. «I Could Go On Singing») — фильм 1963 года с Джуди Гарленд и Дирком Богардом в главных ролях;
- «Самый достойный» (англ. «The Best Man») — фильм 1964 года с Генри Фондой и Клиффом Робертсоном;
- «Реальная жизнь» (англ. «Real Life») — комедийный фильм 1979 года с Альбертом Бруксом и Чарлзом Гродином;
- «Мурлыка» (англ. «Gay Purr-ee») — музыкальный мультфильм-сказка 1962 года, озвученный, в частности, Джуди Гарленд, Гермионой Джинголд и Рэдом Баттонсом.

## Награды
- Премия «Эмми» 1969 года — в номинации «За выдающийся личный вклад в музыку» (телешоу Барбры Стрейзанд «A Happening in Central Park», 1968 год).